# Fontelaye
Fontelaye é uma comuna francesa na região administrativa da Normandia, no departamento de Sena Marítimo. Estende-se por uma área de 3,9 km². Em 2010 a comuna tinha 29 habitantes (densidade: 7,4 hab./km²).